# Smeerreep
Das Smeerreep ist eine zum Reffen des Großsegels eines Segelbootes (Hochtakelung) benötigte Leine. Das Smeerreep hält die hintere (achtere) Reffkausch auf dem Baum. Das Reffen dient der Verkleinerung der Segelfläche bei starkem Wind.
Das dreieckige Großsegel eines hochgetakelten Bootes (Slup, Ketsch, Yawl oder Kat-Takelung) wird gerefft, indem es ein Stück weit nach unten gezogen und der untere, nun schlaffe Teil des Segels am Baum zusammengerafft und festgezurrt wird. Um das Segel in der neuen Position zu halten, besitzt das Segel Paare von Kauschen (Ösen, meist aus Metall), die so genannten Reffkauschen: eine Kausch am Vorderrand des Segels (dem Vorliek), die andere am hinteren Rand (dem Achterliek). Durch beide wird zum Herunterziehen und Befestigen des Segels je eine Leine gezogen. Die durch die hintere Reffkausch gezogene Leine ist das Smeerreep. Es wird meist über eine Umlenkrolle am Baum zu einer aus der Plicht erreichbaren Befestigungsmöglichkeit geführt.
Die Umlenkrolle muss etwas hinter der Reffkausch angebracht sein, um eine ausreichende Spannbarkeit des Unterlieks (Unterrand des Segels) zu ermöglichen.
Sind am Segel mehrere Paare von Reffkauschen – je eine am Vorliek und eine in der dazu passenden Höhe am Achterliek – angebracht, kann die Segelfläche in mehreren Stufen verkleinert werden.- Es gibt auch konstruktive Lösungen für das Reffen ohne Smeerreep.